# Кунтур-Уаси

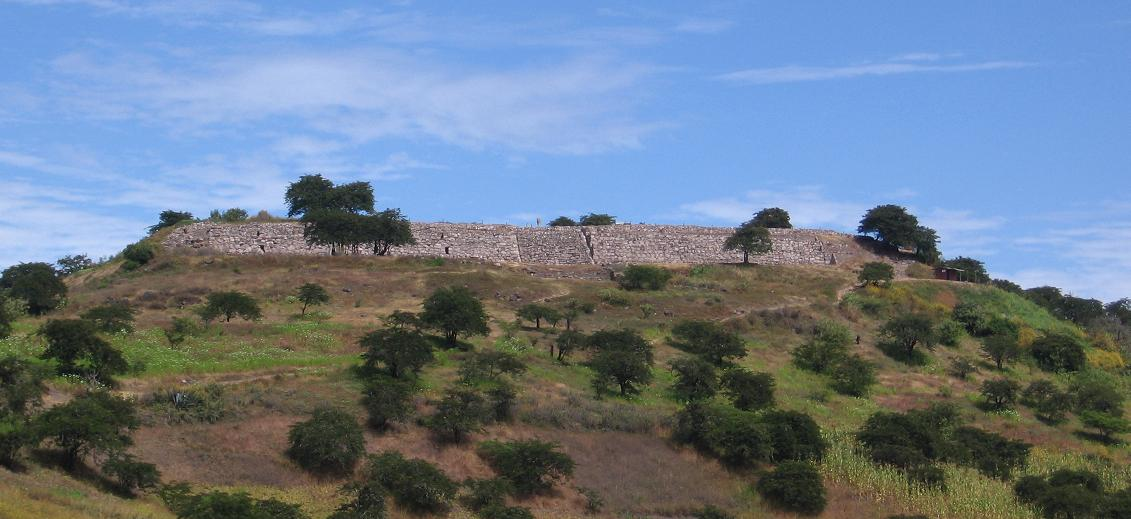
Храм Кунтур-Уаси

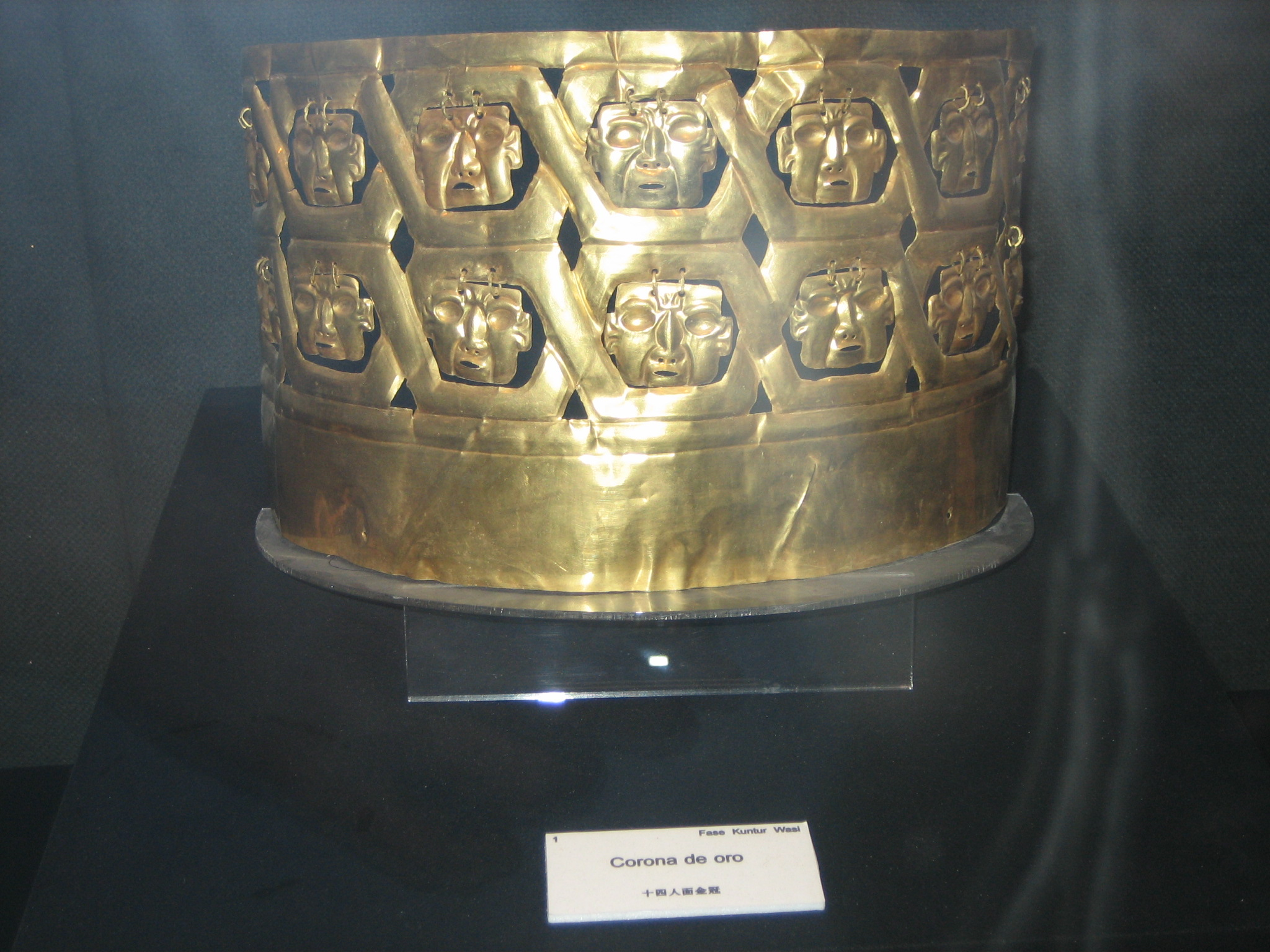
Золотая корона из Кунтур-Уаси

Кунтур-Уаси (кечуа Kuntur Wasi, «дом кондора») — условное название археологического памятника в Перу — руин религиозного центра со сложной архитектурой и каменными скульптурами. Находится на Андском нагорье в Перу. Предполагается, что памятник создан в годы существования культуры Куписнике и продолжал использоваться последующей Чавинской культурой. Был населён в период 12 — 1 вв. до н. э.
Кунтур-Уаси находится на Северной Горной Цепи Перу, а именно на главном водосборе реки Хекетепеке (Jequetepeque), в окрестностях крупного города Кахамарка рядом с городком Сан-Пабло. Долина Хекетепеке служила транспортным коридором между прибрежным регионом и высокогорьем. Кунтур-Уаси служил местом собраний.
Считается, что Кунтур-Уаси был построен около 1000—700 гг. до н. э., в Начальный период. Сооружения состоят из храма на вершине холма, четырёхугольных платформ, притопленного двора и ряда комнат. На полу одной из комнат обнаружена антропоморфная глиняная фигура высотой около 75 см, окрашенная красной киноварью, зелёной малахитовой, чёрной, жёлтой и розовой красками. На её лице — крупные квадратные глаза и широкий рот с выступающими собачьими зубами. Имеются также ступенчатые платформы и погребальные сооружения. Обнаружены каменные скульптуры чавинского стиля.
Кунтур-Уаси открыл в 1945 г. перуанский археолог Хулио Тельо. В 1989 г. исследователи из Токийского университета провели раскопки нескольких захоронений и обнаружили ценные изделия: шейные пекторали (декоративные нагрудные пластины), золотые короны (диадемы), орнаментальные каменные бусы, серьги, наборы посуды, изображения людей и др.
Музей Кунтур-Уаси под управлением местного муниципалитета открыт в 1994 г.